# Monte McCue
Il Monte McCue (in lingua inglese: Mount McCue) è un picco roccioso antartico, alto 1.710 m, situato 10 km a nordovest del Monte Wade, alle pendici delle Prince Olav Mountains, catena montuosa che fa parte dei Monti della Regina Maud, in Antartide. 
Fu scoperto dall'United States Antarctic Service nel 1939–41, e ispezionato dalla spedizione americana che attraversava la Barriera di Ross nel 1957-58, guidata dal glaciologo Albert P. Crary (1911-1987). 
La denominazione è stata assegnata dallo stesso Crary in onore di James A. McCue, della U.S. Navy, meccanico delle radio nel primo accampamento sul Ghiacciaio Beardmore durante la stagione 1957-58.